# Tipler
Tipler – miasto w Stanach Zjednoczonych, w stanie Wisconsin, w hrabstwie Florence.